# Maria Wonenburger
María Josefa Wonenburger Planells (Montrove,  regio Oleiros (Spanje), 17 juli 1927 – A Coruña, 14 juni 2014) was een Spaanse wiskundige, die onderzoek deed in de Verenigde Staten en Canada. Wonenburger staat bekend om haar werk op het gebied van groepentheorie. Ze was de eerste Spanjaard die een Fulbright-beurs ontving voor een promotieonderzoek in de wiskunde. 

## Biografie
De familie van Wonenburgers vader kwam uit de Elzas en de familie van haar moeder kwam uit Valencia. Wonenburger is de naam van haar vader, Planells de achternaam van haar moeder. Ze had al op jonge leeftijd een passie voor wiskunde, maar ook voor diverse sporten, de muziek van Bach en talen zoals Duits en Engels. Hoewel haar ouders wilden dat ze techniek ging studeren, zodat ze kon gaan werken in het familiebedrijf, een gieterij, koos ze toch voor de wiskunde. 
Hoewel Wonenburger al in 1944 haar middelbare school afrondde, begon ze pas een jaar later aan de universiteit. Dit werd veroorzaakt door de onstabiele politieke situatie in Spanje. Door zelfstudie met boeken van haar neef, die architectuur studeerde, bekwaamde ze zich dat jaar in de wiskunde. Omdat er geen wiskundefaculteit was bij de Universiteit van Santiago de Compostela verhuisde ze naar Madrid om daar te studeren aan de Universidad Central de Madrid (de latere Complutense-universiteit van Madrid). Tussen 1950 en 1953 studeerde ze in Madrid voor haar doctoraalexamen (master).
Na het voltooien daarvan begon Wonenburger met haar promotieonderzoek. Met haar Fulbright-beurs ging ze naar de Yale-universiteit waar ze in 1957 haar Ph.D. verkreeg onder begeiding van Nathan Jacobson, hoewel ze eigenlijk wilde werken in Chicago onder begeleiding van A. Albert. Ze keerde drie jaar later terug naar Spanje met een beurs voor het Instituto de Matemáticas Jorge Juan del CSIC. In deze periode werd haar Amerikaanse doctorstitel niet in Spanje erkend. Ze besloot om aan een tweede proefschrift te werken, dat ze in 1960 voltooide, maar dat om bureaucratische redenen nooit met een doctorstitel werd gehonoreerd. Vervolgens verhuisde ze naar Canada. Ze werkte eerst aan de Queen University in Kingston en daarna als postdoc aan de Universiteit van Toronto. Ze was daar de enige vrouw. Robert Moody werd haar eerste PhD-student.
In 1966 verhuisde Wonenburger naar de Verenigde Staten om les te gaan geven aan de Universiteit van Buffalo. Het jaar daarop kreeg ze een vaste aanstelling als hoogleraar aan de Universiteit van Indiana, waar ze bleef tot 1983.  
Wonenburger kreeg op solliciaties slechte aanbiedingen van Spaanse universiteiten; ze moest solliciteren op lagere functies kreeg te horen dat ze 'met een beetje geluk' er ooit een zou kunnen krijgen. Vanwege de ziekte van haar moeder keerde ze toch in 1983 terug naar La Coruña en bleef weg van de academische wereld, afgezien van enkele sporadische samenwerkingen met instellingen zoals AGAPEMA, de Asociación Galega do Profesorado de Educación Matemática, een vereniging die onder andere de wiskunde Olympiade organiseert in Galicië. Ze was toen ca. 56 jaar. 
Wonenburger raakte vanaf dat moment in de vergetelheid. Pas in 2002 kreeg haar werk erkenning door een voormalige collega uit Buffalo, de Spaanse wiskundige Federico Gaeta, en het enthousiasme van twee Galicische wiskundigen, María José Souto Salorio en Ana Doroteo Tarrío Tobar. Zij namen contact met haar op en schreven een artikel over haar leven en haar bijdragen aan de wiskunde, dat in 2006 verscheen. Zij werd ook herkend als inspiratiebron voor de Kac-Moody-algebra. Vanaf dat moment kreeg zij erkenning voor haar dertig jaar onderzoek. In 2007 werd ze benoemd tot erelid van het Koninklijke Spaanse Wiskundegenootschap en in 2010 ontving zij een eredoctoraat van de Universiteit van La Coruña. In 2010 stelde de overheid van de regio Galicië en de Universiteit van A Coruña de María Josefa Wonenburger Planells-prijs in ter hare ere. De prijs wordt uitgereikt aan vrouwen uit de exacte wetenschappen en technologie.

## Onderzoek
Wonenburgers onderzoek richtte zich voornamelijk op de groepentheorie en de theorie van lie-algebra's, maar ook op de clifford-algebra's. Ze bestudeerde de orthogonale groep en de bijbehorende projectieve groep. Ze begeleidde acht promovendi, naast Moody waren haar studenten Stephen Berman, Bette Warren, Edward George Gibson en Richard Lawrence Marcuson.

## Maria Josefa Wonenburger Planells prijs
De ontvangers van deze prijs zijn:
- Inmaculada Paz Andrade 2007
- Maria Teresa Miras Portugal 2008
- Maria Soledad Soengas González 2009
- Carmen Navarro Fernández-Balbuena 2010
- Ofelia Rey Castelao 2011
- Maria Tarsy Carballas Fernández 2012
- Maria José Alonso Fernández 2013
- Carmen García Mateo 2014
- Isabel Aguirre de Úrcula 2015
- Peregrina Quintela Estévez 2016[5]
- Begoña Vila Costas 2017[5]
- Alicia Estévez Toranzo 2018[5]
- Mabel Loza 2019[5]
- Amparo Alonso Betanzos 2020[5]

## Onderscheidingen
- 2007: erelid van het Koninklijke Spaanse Wiskundegenootschap.
- 2010: Eredoctoraat aan de Universiteit van A Coruña.

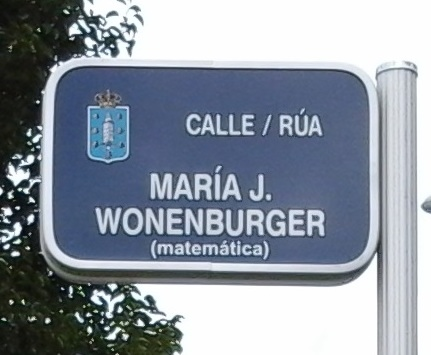
Straatnaambord in A Coruña

### Monumenten en vernoemingen
- 2011: monument in de Paséu de les Ciencies van het Santa Margarita-park, La Coruña .
- 2011: De Raad van Galicische Cultuur hield een ceremonie ter ere van Wonenburger.
- 2012: Een park in de gemeente Oleiros werd genoemd naar María Wonenburger.
- 2014: In A Coruña werd een weg naar haar genoemd op het landgoed Agrela.
- 2018: Door de Universiteit van Vigo werd een gebouw naar haar genoemd.

- Biblioteca Nacional de España: XX1496351
- Gemeinsame Normdatei: 1125037377
- Mathematics Genealogy Project: 3151
- Virtual International Authority File: 317275216
- WorldCat: E39PBJgRMGWCghWXFqF9YqHV4q